# Super Bowl XXXII
Super Bowl XXXII var den 32:a upplagan av Super Bowl, finalmatchen i amerikansk fotbolls högsta liga, National Football League, för säsongen 1997. Matchen spelades den 25 januari 1998 mellan Denver Broncos och Green Bay Packers, och vanns av Denver Broncos. De kvalificerade sig genom att vinna slutspelet i konferenserna American Football Conference respektive National Football Conference. Värd för Super Bowl XXXII var Qualcomm Stadium i San Diego i Kalifornien.